# Sanborn (Minnesota)
Sanborn è un comune degli Stati Uniti d'America, situato nello Stato del Minnesota, nella Contea di Redwood.

## Infrastrutture e trasporti
Il comune era servito dalla ferrovia Tracy Subdivision. 